# Die Musici
Die Musici ist ein Trickfilm des DEFA-Studios für Trickfilme von Katja Georgi aus dem Jahr 1963.

## Handlung
In einer Stadt treffen sich drei Männer, um mit Violine, Cello und Harfe Hausmusik zu spielen. Doch bereits kurz nach dem Stimmen der Instrumente wird ihr Spiel durch einen Panzer unterbrochen, der an einem NATO-Manöver teilnimmt und dessen Geschützrohr sich in das Haus bohrt. Doch lassen sie sich dadurch nicht lange aufhalten und spielen einfach den bekannten Kanon: „Himmel und Erde müssen vergeh'n, aber die Musici…“ weiter, bis durch das Geschützfeuer mehrerer Panzer der Dachstuhl des Hauses getroffen und dadurch vernichtet wird. Doch auch das kann sie nicht irritieren, denn gleich danach wird weitergespielt, bis der Kampflärm auf der Straße sie zu einer weiteren Pause zwingt, nach der sie aber wieder zu spielen beginnen. Erst ein direkt auf sie zielendes Geschütz, bringt die Musiker endgültig zum Schweigen.
Nachsatz: „Dieser Film richtet sich nicht gegen die deutsche Hausmusik“.

## Produktion
Die Musici wurde unter dem Arbeitstiteln Aber die Musici und Hausmusik auf ORWO-Color als Mischung aus Flachfiguren-, Real- und Silhouettenfilm gedreht und hatte am 23. November 1963 während der Internationalen Leipziger Dokumentar- und Kurzfilmwoche seine Premiere.
Die Dramaturgie lag in den Händen von Rudolf Thomas. Für das Szenenbild war Gottfried Reinhardt und für die Puppengestaltung war Klaus Noeske verantwortlich. Die Puppenführung übernahmen Manfred Riemer und Heinz Steinbach.

## Auszeichnungen
- 1963: VI. Internationale Leipziger Dokumentar- und Kurzfilmwoche: Bronzene Taube